# Schloßberg (Schnaittach)
Schloßberg ([ˈʃlɔsˌbɛʁk] ) ist ein Gemeindeteil des Marktes Schnaittach im Landkreis Nürnberger Land (Mittelfranken, Bayern). Schloßberg liegt in der Gemarkung Osternohe.

## Lage
Das Dorf liegt in der Hersbrucker Alb an der Osternoher Höhe. Eine Gemeindeverbindungsstraße führt nach Osternohe (0,4 km westlich).

## Geschichte
Die Herren von Osternohe saßen ursprünglich unten im Dorf, später errichteten sie ihre Burg Osternohe auf dem Schlossberg. Der namhafteste Vertreter des Geschlechts war jener Poppo von Osternohe, der 1253 Hochmeister des Deutschen Ordens wurde und an der Gründung von Königsberg beteiligt war. Seit dem Jahre 1773 wurde das alte Schloss abgetragen. Erst im 18. Jahrhundert entstand der Ort Schloßberg, zum Teil erbaut mit Steinen der alten Schlossruine.
Mit dem Gemeindeedikt wurde Schloßberg im Jahr 1808 dem Steuerdistrikt Osternohe und der Ruralgemeinde Osternohe zugewiesen. Im Zuge der Gebietsreform in Bayern wurde Schloßberg am 1. Juli 1971 nach Schnaittach eingemeindet.